# Schreiber Foods
Pour les articles homonymes, voir Schreiber.
Schreiber Foods est une entreprise laitière aux États-Unis basée à Green Bay au Wisconsin.

## Histoire
En janvier 2015, Senoble négocie avec Schreiber Foods la vente de ses activités en Espagne, qui emploie 460 personnes aux travers de usines.
En juillet 2017, le groupe Bel cède à Schreiber Foods sa fromagerie de Cléry-le-Petit ainsi que ses caves d'affinage de Bar-le-Duc et de Maredsous.
En 2019, Schreiber Foods crée à Cléry-le-Petit un nouvel atelier destiné à conditionner les yaourts, fromages blancs, petits-suisses et desserts lactés de la marque de distributeur de Système U.